# Francisco Antônio Afonso
Francisco Antônio Afonso Uchoa, primeiro e único barão de Vila Isabel (Braga, ? — Rio Grande do Sul, 25 de outubro de 1889), foi um nobre e filantropo brasileiro.
Filho de Manuel Antonio Afonso e de Maria Rosa Afonso Rei, casou-se com Isabel Eufrásia Afonso de Oliveira, com quem não deixou descendência. Agraciado barão em 28 de agosto de 1877.